# Ev'ry Time We Say Goodbye
Every Time We Say Goodbye (in inglese: Ogni volta che ci diciamo addio) è una canzone diventata uno standard jazz, composta da Cole Porter nel 1944 ed eseguita da Nan Wynn per il musical di Billy Rose Seven Lively Arts.
La prima incisione su vinile fu registrata l'8 gennaio del 1945 a New York dal Teddy Wilson Quintet con la voce di Maxine Sullivan, sempre nello stesso mese ai Capitol Studios di Los Angeles fu realizzata la versione del The Benny Goodman Quintet e interpretata dalla voce di Peggy Mann.
Nel 1956 Caterina Valente (voce e chitarra) e Chet Baker incisero il 45 giri I'll Remember April/Ev'rytime We Say Goodbye e vendettero 4.000.000 di dischi, per cui gli fu assegnato il disco d'oro.